# 第2実験室 改訂版
『第2実験室 改訂版』は、2002年7月12日に発売されたcali≠gariのアルバム。
また、この作品に関係する全ての音楽作品についても同頁で解説する。

## 解説
- 1996年に発売されたcali≠gariの3rdデモテープ「第2実験室」（下記参照）を、現メンバー(第7期)で再録したアルバム。
- メジャー1stアルバム第7実験室の発売後に、再びインディーズとして密室ノイローゼからリリースされた。
- 「第2実験室」収録時のメンバーから、桜井青を除く全てのメンバーが入れ替わっている。
  - （ボーカル秀児→石井秀仁、ベース光雄→村井研次郎、ドラム克弥→武井誠
- ジャケットのイメージイラストは扇風機。

### 収録曲
作詞作曲は全て桜井青。
1. 「第2実験室 改訂版」入口
2. ギロチン～Test Pattern.#1～
  - （編曲:石井秀仁）

原曲の面影を残しつつも、石井秀仁による打ち込みを駆使したサウンドに変貌している。後にセルフカヴァーアルバム「1」にて、原曲と同じバンドサウンドで再録した(しかしアウトロのマーチ部分はカットしている)。
3. 嘔吐
カニバリズムを題材にした絶叫ロック。後にベストアルバムカリ≠ガリの世界に収録。
4. 腐った魚
桜井ボーカルのアコースティック曲。機材車の中でレコーディングされた為、音の反響が目立つ。
5. 通り魔の季節～Live in Motoyawata May 2002～
架空のライブ音源風にレコーディング。僅かだが、イントロ出だしに「IF（洗脳収録曲）」、終わりに「LOVE FOR YOU（第1実験室収録曲）」のメロディーを聞くことが出来る。
6. オヤスミナサイ
7. 「第2実験室 改訂版」出口
8. 夏の日
新曲。サビは第5実験室収録の「月夜の遊歩道」のラストサビを引用している。

### 改訂予告版
『第2実験室 改訂予告版』は2002年7月1日に発売された「FOOL'S MATE 2002年7月号」の付録CD。

- 「第2実験室 改訂版」収録2曲の別Ver.が収録されている。
- また、桜井青自身がデザインした「第2実験室 改訂予告版」専用CDジャケットと、4枚組パーソナルポスターをFOOL'S MATE誌上で期間限定で独占予約販売を行った。

1. ギロチン～Test Pattern.#2～
編曲、プログラミング、サンプリング
石井秀仁、小間貴雄
2. 腐った魚～Demo Ver.
原曲に忠実な曲調となっている。ボーカルは桜井青。

## 第2実験室
『第2実験室』は1996年8月17日に発売されたcali≠gariの3rdデモテープ。

- この作品からボーカル秀児が加入、脱退したベースの圭児が光雄として再び加入した。ドラムは克弥。
- ジャケット画は扇風機。

### 収録曲
1. 「第2実験室」入口
2. ギロチン
絶叫ロック。改訂版のバージョンとは大きく異なる。
3. 嘔吐
4. 腐った魚
改訂版とは異なりスタジオでレコーディング。秀児ボーカル。
5. 通り魔の季節
6. オヤスミナサイ
7. 「第2実験室」出口
8. 人間ポンプ
1stプレスのみに収録。秀児作詞作曲のパンクテイストな楽曲。
2ndプレスには収録されず、代わりに「イサム人形」が付録。

### 嘔吐・オヤスミナサイ
『嘔吐』、『オヤスミナサイ』、『嘔吐・オヤスミナサイ』はcali≠gariの4th～6thデモテープ。
- 「第2実験室」からベースの光雄が脱退し、新たに加入した研次郎によるベース、岩次郎(岩瀬聡志)によるキーボードアレンジの採録となっている。
- 収録曲はそれぞれの表題曲がそのまま収録されている。

『嘔吐』は1997年8月21日に新潟JUNK BOX、同年9月30日に大阪難波Roketsにて無料配布。ジャケット画はミキサー。
1. 嘔吐

『オヤスミナサイ』は1997年8月30日に横浜7th AVENUE、同年10月1日に名古屋MUSIC FARMにて無料配布。 ジャケット画は天秤。
1. オヤスミナサイ

『嘔吐・オヤスミナサイ』は1997年11月1日にて水戸LIGHT HOUSEで無料配布・販売された。ジャケット画は黒電話。

1. 嘔吐
2. オヤスミナサイ
3. カリ≠ガリ座談会　(配布版のみ収録）